# Nova Petrivka, Semenivka
Nova Petrivka (în ucraineană Нова Петрівка) este un sat în comuna Jovtneve din raionul Semenivka, regiunea Poltava, Ucraina.

## Demografie
Componența lingvistică a localității Nova Petrivka
     Ucraineană (98,35%)
     Rusă (1,65%)
Conform recensământului din 2001, majoritatea populației localității Nova Petrivka era vorbitoare de ucraineană (98,35%), existând în minoritate și vorbitori de rusă (1,65%).